# Anusapati
Anusapati est le souverain du royaume de Singasari, dans l'est de l'île de Java, de 1227 à sa mort, en 1248, d'après le Nagarakertagama.